# Горњи Вишњани
Горњи Вишњани су насељено мјесто у општини Прозор-Рама, Босна и Херцеговина.

## Становништво
|         | 2013.      | 1991.        | 1981.        | 1971.        |
| Укупно  | 0 (0,000%) | 59 (100,0%)  | 91 (100,0%)  | 83 (100,0%)  |
| Бошњаци | –          | 59 (100,0%)1 | 85 (93,41%)1 | 69 (83,13%)1 |
| Хрвати  | –          | –            | 6 (6,593%)   | 14 (16,87%)  |

1. 1 На пописима од 1971. до 1991. Бошњаци су пописивани углавном као Муслимани.